# Baron Carnock

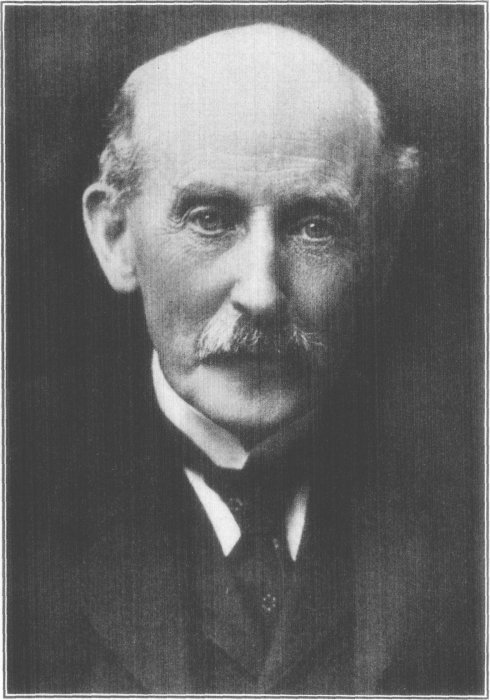
Arthur Nicolson, 1. Baron Carnock

Baron Carnock, of Carnock in the County of Stirling, ist ein erblicher britischer Adelstitel in der Peerage of the United Kingdom.

## Verleihung und nachgeordnete Titel
Der Titel wurde am 27. Juni 1916 für den Politiker und Diplomaten Sir Arthur Nicolson, 11. Baronet geschaffen. Er hatte bereits 1899 von seinem Vater den Titel Baronet, of Carnock in the County of Stirling, geerbt, der 1636 in the Baronetage of Nova Scotia einem seiner Vorfahren verliehen worden war. Seinem Enkel, dem 4. Baron, wurde 1984 auch der 1629 in der Baronetage of Nova Scotia geschaffene Titel 16. Baronet, of Lasswade, sowie die Würde des erblichen Clan Chief des Clan Nicolson (of that Ilk) bestätigt.
Heutiger Titelinhaber ist dessen Neffe zweiten Grades Adam Nicolson als 5. Baron. Seine Erbansprüche auf die beiden Baronetcies hat er bislang nicht formell wirksam nachgewiesen.

## Liste der Barone Carnock (1916)
- Arthur Nicolson, 1. Baron Carnock (1849–1928)
- Frederick Nicolson, 2. Baron Carnock (1883–1952)
- Erskine Nicolson, 3. Baron Carnock (1884–1982)
- David Nicolson, 4. Baron Carnock (1920–2008)
- Adam Nicolson, 5. Baron Carnock (* 1957)

Titelerbe (Heir apparent) ist der Sohn des aktuellen Titelinhabers Hon. Thomas Nicolson (* 1984).